# Louis Kollros
Louis Kollros (* 7. Mai 1878 in La Chaux-de-Fonds; † 19. Juni 1959 in Zürich) war ein Schweizer Mathematiker. Er war von 1909 bis 1948 ordentlicher Professor für Geometrie an der ETH Zürich.

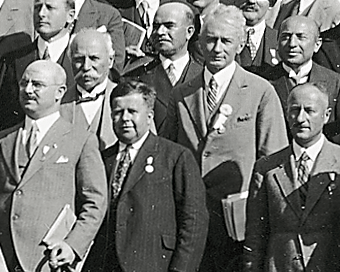
Louis Kollros (3. von rechts) auf dem Internationalen Mathematikerkongress 1932 in Zürich

Kollros, der Sohn eines Bäckers, war ab 1896 als Student der Mathematik und Physik am Polytechnikum Zürich und dort ein Kommilitone von Albert Einstein und Marcel Grossmann. Nach dem Abschluss 1900 unterrichtete er am Gymnasium in seinem Heimatort La Chaux-de-Fonds. 1903/04 studierte er in Göttingen bei Hermann Minkowski und David Hilbert. Ab 1904 war er Privatdozent an der Universität Neuchâtel. Er wurde 1905 bei Minkowski an der Universität Zürich promoviert (Un algorithme pour l'approximation simultaneé de deux grandeurs). An der ETH, wo Marcel Grossmann bis 1927 auf demselben Gebiet unterrichtete, hatte er ab 1909 den Lehrstuhl für Darstellende Geometrie und Geometrie der Lage in französischer Sprache.
1940/1941 war er Präsident der Schweizerischen Mathematischen Gesellschaft und ab 1958 deren Ehrenmitglied. Er war Präsident des Steiner-Schläfli-Komitees (das mit der Herausgabe von deren Werken beauftragt war). In dieser Funktion war er Mitherausgeber von Schläflis Gesammelten Werken.
Er schrieb Biographien von Evariste Galois und Jakob Steiner, die in den Beiheften zu den Elementen der Mathematik (Birkhäuser Verlag) erschienen.
Zu seinen Doktoranden gehört Ferdinand Gonseth.

## Schriften
- Géométrie descriptive, Orell Füssli, Zürich 1918
- Cours de géométrie projective, Griffon, Neuenburg 1946